# Suffer Little Children (canción de The Smiths)
"Suffer little children" es una canción de la banda británica The Smiths incluida en su álbum debut, The Smiths, de 1984.
La canción es acerca de los llamados "asesinatos de los páramos", que tuvieron lugar en la ciudad de Manchester y sus proximidades entre 1963 y 1965. La denominación deriva del hecho de que las víctimas de los crímenes fueron enterrados en los páramos de Saddleworth. En el momento de sus muertes, los niños eran solo unos pocos años mayores que Morrissey, quien escribió la letra de la canción después de leer un libro sobre los asesinatos, Beyond Belief: A Chronicle of Murder and its Detection, de Emlyn Williams. Fue una de las primeras canciones que Morrissey y Johnny Marr escribieron juntos.
La letra menciona tres de las víctimas, lo cual causó controversia puesto que algunos consideraron que constituía una falta de respeto. Sin embargo, Morrissey siempre sostuvo que la intención de la canción era homenajearlas. El periódico Manchester Evening News informó que los familiares de las víctimas del asesinato se habían molestado por la letra. Algunos periódicos también alegaron que la foto de la portada de Viv Nicholson tenía la intención de parecerse a Myra Hindley, una de las dos personas que participaron en los crímenes.
Morrissey más tarde estableció una amistad con Ann West (madre de una de las víctimas, Lesley Ann Downey), después de que ella aceptara que la intención de la banda era homenajear a los niños.
El título de la canción deriva de una frase del Evangelio de Mateo, capítulo 19, versículo 14, en el que Jesús reprende a sus discípulos por rechazar a un grupo de niños y dice: 

"Dejad a los niños y no les impidáis venir a mí, porque de ellos es el reino de los cielos.

En las traducciones al inglés de la Biblia, la palabra suffer es utilizada con el significado que tenía en el inglés antiguo, es decir, "dejar" o "permitir". La letra de Morrissey toma esa frase y le atribuye a la palabra suffer un doble sentido, haciendo alusión al sufrimiento de los niños asesinados. El título de la canción resulta, por lo tanto, imposible de traducir al español.